# Evelyn de Rothschild

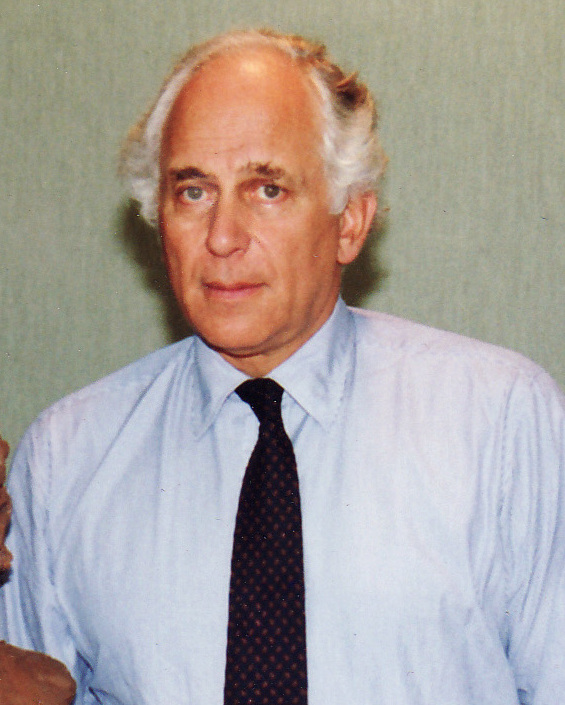
Sir Evelyn de Rothschild (2009)

Sir Evelyn Robert Adrian de Rothschild (* 29. August 1931 in London; † 8. November 2022 ebendort) war ein britischer Finanzier und Bankier.

## Werdegang
Rothschild war der Sohn von Anthony Gustav de Rothschild (1887–1961) und Yvonne Lydia Louise Cahen d'Anvers (1899–1977), die ihn nach dem im Ersten Weltkrieg an der Palästinafront gefallenen Onkel Evelyn Achille de Rothschild (1886–1917) benannten. Er besuchte zunächst die Harrow School und studierte danach Geschichtswissenschaft am Trinity College der Universität von Cambridge. 1957 im Alter von 26 Jahren trat er in die N M Rothschild & Sons Bank in London ein und durchlief dort eine Ausbildung. Schon im Jahre 1955 war Rothschilds Vater nach längerer Krankheit von der Position des Direktors der Bank zurückgetreten. Er übergab vorher die Geschäfte an Evelyns Cousin Victor de Rothschild.
1968 wurde Rothschild zum Direktor der Bank Rothschild Frères in Paris ernannt. 1976 übernahm er den Vorsitz der N M Rothschild & Sons in London. Zusätzlich wurde er 1984 stellvertretender Verwaltungsratspräsident der Rothschild Bank in Zürich. Am 21. März 1989 wurde Rothschild von Königin Elisabeth II. zum Knight Bachelor („Sir“) geschlagen und war ab diesem Zeitpunkt auch Finanzberater der Britischen Krone. Bis zu seinem Rückzug aus den Bankgeschäften im Jahre 2003 im Alter von 72 Jahren leitete er die Verschmelzung des englischen und französischen Zweiges der Rothschild-Banken.

## Weitere Positionen
- Vorsitz – The Economist (1972–1989)
- Vorsitz – British Merchant Banking & Securities House Association (1985–1989)
- Stellv. Vorsitz – Milton Keynes Development Corporation (1971–1984)
- Vorsitz – United Racecourses (1977–1994)
- Direktor – De Beers Consolidated Mines (1977–1994)
- Direktor – IBM United Kingdom Holdings Limited (1972–1995)

## Privates
Rothschild war dreimal verheiratet. Zunächst von 1966 bis 1971 mit Jeanette Bishop. Danach war er von 1973 bis 2000 mit Victoria Lou Schott verheiratet. Aus dieser Ehe gingen drei Kinder (Jessica de Rothschild, Anthony James de Rothschild und David Mayer de Rothschild) hervor. Seine dritte Gattin Lynn Forester de Rothschild brachte zwei Kinder mit in die Ehe (Benjamin Forester Stein und John Forester Stein).